# Руина (история Украины)
Руина (укр. Руїна), также гражданские войны на Украине второй половины 1650-х – первой половины 1660-х годов — период в конце XVII века в истории Украины, характеризующийся распадом украинской государственности и общим упадком, фактически являвшийся гражданской войной. 
В это время Русское царство, Речь Посполитая, Османская империя, Крымское ханство и эпизодически Швеция вели борьбу за контроль над территориями, подконтрольными Войску Запорожскому (см.: Гетманщина, Левобережная Украина, Правобережная Украина и Ханская Украина, Войско Запорожское Низовое), которые стали ареной кровопролитных сражений.
В результате Правобережная Украина подверглась практически сплошному опустошению, остаток населения оттуда изгнали на Левобережье.

## Название
Историк Н. И. Костомаров утверждал, что «название „Руина“ — не выдуманное; оно осталось в народном воспоминании…». По мнению современного исследователя Т. Чухлиба, «Руина» как исторический термин по отношению к событиям второй половины XVII века впервые зафиксирован в сочинении историка и летописца XVIII века Самойла Величко. Затем его использовали Н. И. Костомаров, М. С. Грушевский и другие историки для обозначения периода политического кризиса Гетманщины. В современной историографии Руина — широко распространённое, хотя и подвергаемое критике наименование данного периода.

## Предыстория
В результате вооружённого восстания православного населения Речи Посполитой под предводительством Богдана Хмельницкого и наступления русской армии (с которой Войско Запорожское в 1654 году заключило союз) в 1654 —1655 годах большая часть Украины, включая Киев, избавилась от польского и католического владычества и там было введено новое полковое административно-территориальное деление по образцу запорожского казачьего войска (в основу его легли полки, созданные ещё при Михаиле Дорошенко).
После смерти Богдана Хмельницкого казацкая старшина, исполняя волю покойного, избрала гетманом его сына Юрия Хмельницкого. Но уже через месяц Юрий Хмельницкий, не успевший ничем себя проявить, был той же старшиной смещён, и на его место, при сильных противоречиях, избран гетманом один из ближайших соратников Хмельницкого, генеральный писарь Иван Выговский.
Новый гетман, «не природный казак, а купленный у татар за лошадь „лях“, вдобавок женатый на дочери польского магната», вызвал сильную оппозицию.
Остры были и социальные противоречия: с одной стороны, казацкая старшина присваивала на местах прибыли от аренд и часть налогов, с другой — войны и стихийные бедствия разоряли казаков, посполитых и мещан. Казаки не получали плату за службу и жили разбоем. Это вызывало возмущение ещё при Богдане Хмельницком. Выговский взял курс на построение старшинской (олигархической) республики. «…А Войско Запорожское без страха быть не может», — говорил гетман. Он предпринял попытку частично восстановить шляхетское землевладение на территории южных левобережных полков, в частности, Полтавского и Миргородского, которые и стали главным очагом восстания в Гетманщине.

## Восстание Барабаша и Пушкаря
Запорожцы во главе с кошевым атаманом Яковом Барабашом отказались признать нового гетмана и подняли восстание. Их не устраивало, что без согласия Сечи был избран «не природной запорожской казак, а взят из Полского войска на бою в языцех». Восставшие обвиняли Выговского в измене за сношения с Речью Посполитой и Крымским ханством. Мятеж поддержал Полтавский полк, соседствовавший с Запорожьем и связанный с ним экономически, со своим полковником Мартыном Пушкарём. Запорожцы, городовые казаки и даже посполитые стекались под начало Пушкаря в Полтаву. Последние образовали полк «дейнеков». Русский царь Алексей Михайлович на начальном этапе занимал преимущественно выжидательную позицию, не поддерживая явно ни одну из сторон. Пушкарь писал царю, что гетман Выговский посылал полковника Павла Тетерю к полякам «призывать ляхов на разорение Малой Росии его великого государя Черкасским городам». В последней декаде 1658 года князь Григорий Ромодановский вопрошал царя, следует ли помогать повстанцам «ратными людьми», а белгородский воевода Хилков пытался выяснить у правительства, посылать ли помощь Барабашу и Пушкарю. Царь Алексей Михайлович долго игнорировал просьбы Пушкаря о помощи и пытался примирить стороны, указывая, что должно «жити с гетманом в совете и любви и послушании…, чтоб тому бунтовству неприятели не порадовались и безвестно зла над вами какого не учинили». Для подавления оппозиции Выговский призвал на помощь крымских татар, расплачиваясь с ними «живым товаром» — населением разорённых украинских городов и местечек.
Ситуацией воспользовались поляки, распуская слухи о якобы планируемых русскими нововведениях: назначении воевод в города Гетманщины, сборе налогов, переформировании казацких полков в драгунские, что всех заставят ходить в лаптях, а Московский патриарх переедет в Киев.

## События 1658—1659 годов

### Подавление восстания Барабаша и Пушкаря
В начале февраля 1658 года произошло первое открытое столкновение восставших с войсками Ивана Выговского, земли Полтавского и Миргородского полков стали ареной военных действий. В конце марта 1658 года запорожцы снова избрали Якова Барабаша, которого Выговскому незадолго до того удалось лишить власти, кошевым. В то же время к Пушкарю присоединился Миргородский полк с новым полковником Степаном Довгалём.
Соединившись с крымским войском, Выговский подступил к Полтаве и запер там Пушкаря. Осада шла вяло. В это же время на сторону восставших перешёл прежний сподвижник Богдана Хмельницкого полковник Филон Джеджалий. В июне 1658 года Выговский разбил Пушкаря, отдав Полтаву на разграбление татарам. Отрубленную голову Мартына Пушкаря принесли Выговскому. Затем штурмом были взяты и разгромлены Лубны и Гадяч. Тысячи горожан и крестьян «с жёнами и детьми», с согласия гетмана, были уведены крымцами и проданы в рабство на невольничьих рынках. Однако восстание не удалось подавить. Царь Алексей Михайлович вновь предложил Выговскому в помощь Белгородский полк князя Ромодановского, но гетман уверил царя, что сам справится с подавлением несогласных.
В августе 1658 года по просьбе гетмана Выговского и по царскому указу в Белгороде был арестован запорожский атаман Яков Барабаш. 24 августа 1658 года, когда дворянин Яков Левшин в сопровождении 200 драгун из полка Иоганна Инвалта и донских казаков вёз Барабаша на войсковой суд из Белгорода в Киев, на конвой напал отряд гетмана. Барабаш был доставлен к гетману и казнён, а Якова Левшина и русских драгун Выговский оставил в плену.

### Измена  гетмана Выговского и переход на сторону Польши
В августе 1658 года Иван Выговский заявил о своём намерении выбить русский гарнизон из Киева, в связи с невыполнением царём условий Переяславских статей, с угрозой сообщив об этом московскому посланнику Якову Портомоину, заявив, что «к Киеву де пошлет он брата своего Данила с войском же и с Татары, чтоб из Киева боярина и воевод выслать вон, а город, который по указу царского величества зделан, разорить и розметать; а будет не вышлют, и ево в Киеве осадить». Выговский сместил с должности киевского полковника Василия Дворецкого, но тот отказался подчиниться гетману и остался в Киеве с полком.
Нападение на русский гарнизон в Киеве стало началом мятежа Выговского, при этом гетману отказал в повиновении наказной киевский полковник Василий Дворецкий. 22 августа 1658 года на Киев напало 20-тысячное войско Даниила Выговского (брата гетмана) и крымские татары. В ходе двухдневных боёв победил киевский воевода Василий Шереметев. Однако Киев фактически оказался в блокаде. Русский гарнизон в Киеве в 6 тысяч человек оказался в изоляции.
Выговский уже вёл переговоры с Речью Посполитой. В сентябре 1658 года Иван Выговский подписал Гадячский договор, возвращавший Войско Запорожское под власть польской короны. Однако поляки не слишком жаловали гетмана. Литовский магнат Павел Сапега называл его «восковой нос» и зло добавлял: «Пусть гордится, как хочет, своим счастьем; настанет время, когда он вынужден будет укротить свою непреодолимую злость, недоступную ни для каких убеждений». Станислав Беневский, комиссар на переговорах Польши с гетманом, в своём отчёте подчёркивал: «Я как не ручался за верность Выговского, так и теперь не ручаюсь, так как у него ложь, клятвопреступничество — постоянный принцип и письма его сами себе противоречат».
В сентябре 1658 отряды Выговского вторглись в Путивльский и Севский уезды. Путивльский воевода князь Григорий Долгоруков сообщал царю, что с «запорожской стороны из Глухова черкасы в Путивльской и в Севской уезды» и «с другой стороны к Путивльскому ж уезду Сербы и Черкасы и Татаровя, приходили войною и многие деревни воевали, людей побивали и в полон отводили, а скарбы и лошади и всякую животину и хлеб имали, и дворы жгли».
8 сентября войска Выговского осадили город Каменное. 14 сентября «пришел под Каменной с обозом гетман Иван Выговской с большим собраньем и стал за посадом… шанцы кругом всего города покопал, и туры поставил, от стены сажени по 3 и меньше, и пушки подвел кругом всего города; и из пушек бил три дня… и город испроломал, и… многих людей из пушек побил; и после пушечной стрельбы сентября в 19 д. в 1-м часу дня, был к Каменному приступ жестокой… и на приступе на бою, полковники, и мурзы, черкасы, и татары побиты многие люди; и город отстояли». Не добившись успеха, Выговский осадил Олешню, но также неудачно.
Москва начинала спешно собирать войска. Для защиты юго-западных уездов в Севск были отправлены воеводы князья Фёдор Куракин, Семён Пожарский и Семён Львов с пятью стрелецкими приказами. 9 сентября последовал царский указ «бытии на своей службе в Севску стольнику и воеводам, князю Федору, княж Федорову сыну, Куракину, да окольничим: князь Семену Романовичу Пожарскому, да князь Семену Петровичу Львову; а быть им с стольником, со князь Федором Куракиным, а меж себя без мест, и к великому государю писатися ему, князю Федору с товарищи».
В конце сентября 1658 киевский гарнизон начал активные действия против гетмана Выговского. 20 сентября князь Юрий Барятинский в окрестностях Василькова разбил наказного гетмана Константина Выговского (брата гетмана Ивана) и мурзу Каплана. Победителю достался гетманский буздыган Константина Выговского (ныне хранится в Государственной Оружейной палате Московского кремля). Надпись на трофее гласит: «167 году сентября в 20 день буздуган князя Юрия Микитича Барятинского взят на бою под Василковом от Киева в полтридцать верст, побив наказного Гетмана войска Запорожского Костентина Выговскова и крымского мурзу Каплана и с татары, а полковников Ивана Сербина и Василья Выговскова и многих живых побрали, а Государевых людей не убито и в полон не взято ни человека».

### Поход Белгородского полка и присяга выговцев
В Гетманщину вступил Белгородский полк князя Ромодановского, выступив из Белгорода на Ахтырку и далее по дороге, в память о нём впоследствии прозваной «Ромодан». Шли на Переяслав, в котором ожидалась рада для низложения изменника Выговского и избрания нового гетмана. Однако Выговскому оставляли возможность сохранить власть, добровольно признав вину и присягнув царю. К Ромодановскому пристали враждебные Выговскому казаки, которых в Москве ещё недавно считали изменниками и бунтовщиками.
19 октября 1658 года Ромодановский взял Голтву. 23 октября полковники Иван Донец и Остафей Ворыпай вошли в Миргород. Миргородский полк присоединился к ним. Полковником был назначен Степан Довгаль, который выступил к Лубнам. Казаки Лубенского полка начали перебегать от своего полковника Павла Швеца к Ромодановскому. Швец бежал, оставив город. Дейнеки и казаки ворвались в Лубны и стали «дворы жечь и до конца разорять». Князь посылал «полковников черкаских», чтобы «города и дворов жечь не дать», но казаки заявили ему, что мстят лубенцам, поскольку «лубенские де казаки пуще всех их разоряли, домы пожгли, и жон и детей татаром отдали». Мщению предались и запорожцы, де «в Лубнах в прошлом побито запорожских казаков с три тысечи человек когда шли де они из Запорожья». Разграбили Лубенский Мгарский монастырь. Ромодановскому удалось спасти лишь главный собор монастыря и Свято-Троицкую церковь в городе. Выговский выслал против Ромодановского наказного гетмана Григория Гуляницкого, черниговского полковника Аникея Силича и прилуцкого Петра Дорошенко.
29 октября 1658 года войско Ромодановского выступило к Пирятину. Желая предотвратить разгром города дейнеками и казаками, воевода послал вперёд «старшине и мещанам говорить», чтоб сдались без боя, принесли присягу, и были бы под «Великого Государя рукою». Пирятинцы согласились, и князь послал в Пирятин дьяка принять присягу казаков и мещан. Ромодановский послал в город полк солдатского полковника Иоганна Фанзагера, чтобы город не подвергся разорению, но стрелять по своим не велел. Вскоре пришло сообщение дьяка и Фанзагера, что «черкасы к городу приступают», и остановить их «невмочь». Князь сам с ратными людьми и с казацкими полковниками приехал в Пирятин, однако удержать погром не смог. Казаки говорили князю, что пирятинцы «у них не толко, что животы, и жон и детей татаром отдали, и братью многих побили и многие черкасы опознали у пирятинских черкас свои животы». Часть русских ратных людей, недовольная тем, что вся добыча достаётся казакам, тоже принялась грабить. Воевода приказал ловить грабителей и «велел их бить батоги нещадно», но не помогло и это.
Гуляницкий в это время сидел в Варве. 2 ноября 1658 года, узнав, что часть казацкого ополчения во главе с Иваном Донцом, отделилась от войска Ромодановского, пришла в Чернухи и «людей тамошних всех до нага слупивши», Гуляницкий выступил из Варвы на Чернухи. Встретившись под Чернухами с ополчением, Гуляницкий «Донца, который имел 15 000 своеволи разогнал». Донец заперся в Чернухах, которые осадил Гуляницкий. Во время осады, как писал Донец в своём донесении князю Ромодановскому, осаждённым удалось сделать дерзкую вылазку, «Гуленицкого полку черкас многих людей побили и от города и от абозов своих отбили, да на том же государь бою взято твоими Великого Государя людми шесть знамян да прапор самого Гуленицкого».
Ромодановский выслал на помощь 3000 человек под началом Григория Косагова в составе драгунского полка Иоганна Инвалта, рейтарской шквадроны Иоганна Саса, донских и запорожских казаков, сотенных голов жильца Федора Хметевского, болховитина Филиппа Хитрово, мецнянина Ивана Сухатина с сотнями, по 400 солдат из солдатских полков Филиппа Альберта Фанбуковена (фон Буковена) и Якова Лесли, 300 солдат из полка Иоганна Фанзагера (фон Загера) и Степана Довгаля с Миргородским полком. 3 ноября 1658 за пять верст от Пирятина, войско Косагова встретилось с войсками Гуляницкого. В результате Гуляницкий был разбит и отступил к Варве. 7 ноября он писал своему наказному полковнику Кобылевскому: «посылай во все села и местечка окольные ясаулов, чтоб всех гонили до Нежина, а непослушным шею утинати вели без жадного милосердия, инако не чиня, под жестким караньем». В этот же день войска Ромодановского подошли к Варве, «стали обозами около города и того же… числа из города выезжали полковники со многими людми, и с… Великого Государя людьми и с черкасы учинили бой большой, и милостью… Божией… на том бою черкас многих людей побили и взяли языков черкас четырёх человек: варвского атамана Алёшку Малютенка с товарищи, а в роспросе те черкасы… сказали, что с Грицком Гуленицким в Варве в осаде с тритцать тысяч человек, да с ним же сербов человек з двесте, а здатца они не хотят».
Гуляницкий укрепился на «Замковой горе» — старом городище на высоком левом берегу реки Удай. Ромодановский осадил город и приказал строить шанцы. К этому времени к войскам Ромодановского пристало около 30 000 казаков, «которые Великому Государю служат», которые между 7 и 12 ноября избрали гетманом Войска его царского величества Запорожского значкового войскового товарища Ивана Беспалого. Царь Алексей Михайлович послал «с милостивым словом» стольника А. Самарина к «Войска Запорожского новообраному гетману Ивану Беспалому и полковником и сотником и казаком и черни всей», которые «Великому Государю верно ныне служат и впредь хотят служить безо всякие шатости».
9 ноября 1658 года Выговский запросил мира и прислал в Киев к Василию Шереметеву посольство в составе подольского полковника Остафия Гоголя, кальницкого А. Бештанку и корсунского О. Привицкого. Посланцы «присягали за гетмана и за все Войско Запорожское» на том, что гетману «на Великого Государя городы войною не приходить» и быть «под… Великого Государя повелением и под… Великого Государя высокою рукою в вечном подданстве». Однако уже после присяги Выговский послал против Ромодановского войска Ивана Скоробогатко, который потерпел поражение.
29 ноября к Ромодановскому прибыли посланцы Скоробогатко — переяславский полковник Тимофей Цецюра с казаками, которые били челом государю, чтобы он «умилосердился» и простил их вину, клялись, что готовы «быть в вечном подданстве» и «неотступно присягати». Крымских татар Скоробогатко обещал отпустить.
30 ноября казаки Переяславского, Каневского, Черкасского полков присягнули Русскому царю «единогласно», быть по-прежнему в его подданстве, и чтоб Государь «над ними умилосердился». Поверив присяге, князь Ромодановский выпустил Гуляницкого из осады, отошёл в Лохвицу и распустил казаков. Гетман Беспалый отошёл в Ромны. По пути на Лохвицу на войско князя напали крымские татары, но были разбиты. «Татар многих побили и Урака-мурзу… убили, и взято татар семь человек».

### Возобновление военных действий
Однако Иван Выговский недолго держал своё слово. Верные люди сообщали, что выговцы «единоверных православных христиан разоряют и в плен бусурманам отдают». В начале декабря 1658 года киевский воевода Василий Шереметев докладывал в Москву, что Выговский с казаками и татарами напал на русское войско в Лохвице. Поступили сообщения, что он идёт на Переяслав. С гетманом придут «Селим-Гирей салтан и Карач-бей с татары; а сказывают де, что с ними будет татар тысяч с петнадцать».
19 декабря 1658 года князь Григорий Ромодановский сообщал царю, что наказной гетман Скоробогатко с Переяславским, Каневским и Черкасским полками, присягнувшими царю под Варвой, «тебе, Великому Государю, солгали и ныне воюют вместе с татарами». Полтавский полковник Кирилл Пушкаренко (сын убитого Мартына Пушкаря) и миргородский Довгаль сообщали, что чигиринский полковник со своим полком и с татарами ворвался на Полтавщину, и многие города они «развоевали и разорили». 27 декабря 1658 года полк князя Куракина получил приказ выдвинуться из Слуцка в Ромны на соединение с гетманом Беспалым и следовать в Лохвицу к Ромодановскому. Полк Куракина насчитывал 6 472 человека и 8 «пищалей медных полковых».
Зимой 1658—1659 годов к Выговскому прибыли значительные силы (от 15 до 40 тысяч) крымских татар и польский отряд коронного обозного Анджея Потоцкого, который привёл 26 панцирных, 3 валашских, 5 татарских хоругвей и драгунский полк полковника Йожефа Лончинского, общей численностью в 3800 человек. Выговский попытался блокировать русские войска и казаков Беспалого в Лохвицах, Ромнах, Полтаве, Миргороде и других городах. 13 января 1659 года из Москвы в Севск выступил князь Алексей Трубецкой с двумя стрелецкими приказами. В Севске князь должен был сформировать свой полк из сил Белгородского стола и выступить на Гетманщину. В феврале 1659 года Выговскому сдался Миргородский полк, а полковник Довгаль присягнул гетману.
Достигнув Севска, Трубецкой, следуя инструкциям царя, начал переговоры с представителями Выговского. В марте 1659 года Выговский осадил Зеньков, где оборонялись 2 000 казаков полковника Ивана Силки, рота солдат из полка Краферта и «охочие люди» из стрелецкого приказа Иевлева. Гетман четыре недели осаждал город, однако люди Силки «изменников черкас и татар и ляхов многих побили и знамёна поимали».
26 марта 1659 года после провала переговоров, Трубецкой выступил на Гетманщину с полком численностью в 12 302 человека. Князь получил известие, что Выговский «Гришку Гуленицкого с черкасы и с татары прислал в Конотоп, откуда они приходят под Путивль и под Рыльск и под Севеск, и тех городов в уездах и села и деревни жгут и разоряют, и людей побивают, и в полон емлют». 20 апреля Трубецкой вышел к Конотопу, куда скоро из Лохвицы прибыли князья Куракин и Ромодановский со своими полками и гетман Беспалый с казаками. Потерпев неудачу в приступе, Трубецкой начал осаду. За время осады ему сдались или были взяты приступом Борзна, Батурин, Голтва и Нежин. 20 мая из Крыма на помощь Выговскому выступил хан Мехмед IV Гирей. 24 июня на Крупич-поле «до Конотопу за два дни» хан соединился с 10 полками Выговского. Здесь «Выговский де хану присягал на том, что ему со всеми черкасы быть у него в подданстве и в соединении вечно и на всякого недруга стоять заодно».
28 июня 1659 хан и Выговский напали на осаждавшие Конотоп войска князя Трубецкого. В результате Конотопской битвы татары уничтожили отряд князя Семёна Пожарского, и Трубецкой, лишившись почти всей конницы, снял осаду и отступил к Путивлю.

### После Конотопа
В результате поражения Трубецкого оказались незащищёнными области южного пограничья России — вплоть до Воронежа и Усмани. В августе 1659 года крымцы совершили походы на 18 волостей, большинство которых находилось за Белгородской засечной чертой. Было сожжено 4674 усадьбы и уведено в Крым более 25000 человек. Трубецкому было приказано перейти в район между Путивлем и Севском для отражения татарских набегов. Русскому войску пришлось на время прекратить войну в Гетманщине.
В это время Выговский осаждал Гадяч, который оборонял полковник Павел Охрименко с 2 тысячами казаков и 9 сотнями «городовых людей». Осада затянулась. Выговский и «хан крымский со всеми силами стояли три недели, и приступали жестокими приступами». Во время осады Гадяча, «князь Алексей Никитич Трубецкой… и гетман Безпалой… отсылали от себя на Запорожье к Серку, чтоб он над Крымские улусы чинил промысл». Запорожский кошевой атаман Иван Серко напал на ногайские улусы, выполняя поручение Трубецкого и Беспалого. Это заставило крымского хана оставить Выговского и уйти в Крым. После этого Серко разбил высланного против него Выговским полковника Тимоша.
Вскоре к восставшим против Выговского городам Ромны, Гадяч, Лохвица присоединилась Полтава. К сентябрю 1659 года русскому царю присягнули бывшие союзники Выговского в Конотопской битве: полковник киевский Иван Екимович, переяславский Тимофей Цецюра, черниговский — Аникей Силич. Цецюра арестовал в Переяславе наемника Выговского драгунского майора Яна Зумера и расстрелял переяславских сторонников гетмана Степана и Северьяна Сулименко, и Ивана Забуйского. Был арестован войсковой судья Фёдор Лобода, которого Цецюра держал в тюрьме в Переяславе. Находившихся в плену в Переяславе русских драгун Цецюра освободил и включил в гарнизон города. Под Быковом крестьяне убили сторонника Выговского полковника Юрия Немирича. Горожане Черкас отказались пускать гетмана в город, закрывши перед ним ворота.
Киевский, переяславский и черниговский полки, а также казаки Ивана Серко предложили избрать нового гетмана. 17 октября 1659 рада в Белой Церкви утвердила гетманом Юрия Хмельницкого. Выговского принудили отречься. Войско Запорожское «учинилось под его Великого Государя самодержавною рукою в вечном подданстве по-прежнему». Выговский бежал в Польшу. Опальный гетман писал королю Яну Казимиру: «Здесь я теперь только жалкий изгнанник, потому что, бежав из Чигирина верхом, в одной сермяге, я не только лишился всего имущества, но и потерял любезную подругу жизни, не имея никакой надежды возвратить её, потому что нет у меня никакого войска».
Через некоторое время в борьбе за власть со своим зятем, правобережным гетманом Павлом Тетерей, Иван Выговский впал у поляков в немилость и был ими казнён.

## События 1660—1665 годов

### Гетманство Юрия Хмельницкого
Новый гетман Юрий Хмельницкий подписал Переяславские статьи 1659 года, по которым запрещалось избирать гетмана без разрешения русского царя, запрещалось принимать международные решения. В городах размещались русские воеводы, церковь полностью подчинялась Московскому патриархату. Среди правобережной старшины многие не признали нового гетмана и присягнули Речи Посполитой.
В феврале 1660 года в Гетманщину вторглось польское войско великого коронного гетмана Станислава Потоцкого. С ним был и Иван Выговский с верными ему казаками, распространявший по запорожским городам «прелестные письма», уговаривая казаков сдаваться полякам. После неудачной осады Могилёва-Подольского польское войско отступило с Гетманщины под натиском сил князя Григория Козловского. В плен попал человек Выговского, бывший киевский полковник Антон Жданович.
Григорий Гуляницкий (около 2000 казаков) и 20 000 татар царевичей Мехмет-Гирея и Сарат-Гирея разоряли окрестности Нежина. 5—6 февраля 1660 года Нежинский полк разбил один из отрядов Гуляницкого и татар, «обоз у них разбили» и «полону черкасского многих людей отбили».
В последних числах февраля 1660 года состоялась рада, на которой польский посланец Станислав Беневский и Киевский митрополит Дионисий Балабан уговаривали казаков выступить на помощь немецкому императору против Турции. Казаки отказались, сказав, что «поляки на договорных статьях не устояли: в Заднепровских городех, старинных казаков в мещанское тягло написали и емлют с них подати большие, талерей по 100 и по 200 и больши. Да на той же раде говорили полковники: Уманской Михайло, Корсунские и Белоцерковские и иных городов многие казаки, что лутче… по весне… чинить им промысл над Поляки и над изменники черкасы».
11 марта 1660 года наказной гетман переяславский полковник Яким Самко и «государевы ратные люди» под Переяславом у села Козлов разбили «изменников Заднепровских казаков» полковника Сулимы, вторгшихся на левобережье. Сулима, раненый, ушёл в Березин. К 15 марта полковник Василий Золотаренко и Иван Лихарев «с государевыми ратными людьми» подчинили местечки Носовка, Кобызжа, Басань, Березань, Бобровица, Быков, Галица, Монастырище и «иные многие местечка».

### Две Гетманщины
17 октября 1660 года разбитый в битве под Слободищем Юрий Хмельницкий подписал Слободищенский (Чудновский) трактат (близ Чуднова) о возвращении Гетманщины под контроль Польши. Левобережные казаки не признали трактат и избрали (на старшинской раде в Козельце, 1662) Якима Самко отдельным левобережным гетманом. Но Самко так и не получил царской грамоты на гетманство, и формально гетманом всего Войска Запорожского оставался Юрий Хмельницкий, власть которого признавали только на Правобережье, а Самко стал левобережным наказным гетманом. Перейдя на польскую сторону, Хмельницкий пытался отречься от власти. Этим попытался воспользоваться Выговский, но поляки, которые готовы были остановить его «даже посредством его смерти», не допустили этого.
Согласно условиям договора, Гетманщина разрывала союз с Россией и возобновляла государственную связь с Речью Посполитой на основе Гадячского договора 1658 года. Оставляя в силе большинство пунктов соглашения, польская сторона не согласилась на создание Великого княжества Русского, которое входило бы на равных правах с Польшей и Литвой в состав федеративного государства — Речи Посполитой. По условиям Слободищенского трактата Гетманщина получала только автономию с гетманом во главе; войска обязывались принимать участие в военных действиях польской армии против Русского царства и не нападать на Крымское ханство. Казацкая рада в Корсуне одобрила трактат, но левобережные полки во главе с Якимом Сомко и Василием Золотаренко не согласились с его условиями и высказались за сохранение союзнических отношений с Москвой, что положило начало делению Гетманщины на Правобережную и Левобережную части.
В январе 1661 года правобережные казаки с польскими отрядами Стефана Чарнецкого опустошают земли Прилуцкого, Черниговского и Нежинского полков. Нежинский полковник Василий Золотаренко в одном рейде против Чарнецкого взял в плен бывшего наказного киевского полковника Богдана Маляву.
В 1661 и 1662 годах Юрий Хмельницкий вместе с польскими и татарскими отрядами предпринял безуспешные походы на Левобережье, с целью восстановить там свою власть. Дважды осадив Переяслав, Хмельницкий отступил, узнав о приближении войск Григория Ромодановского. В битве под Каневом Хмельницкий потерпел разгромное поражение и бежал на Правобережье. Проникшие на Правобережье русские полки не имели успеха в битве под Бужином (Хмельницкий призвал на помощь татар).
В 1663 году Юрий Хмельницкий отрёкся от власти, его сменил Павел Тетеря — сторонник Речи Посполитой.
На Левобережье ждали вторжения. Гетман Яким Сомко сообщал, «что при нём (Тетере) Орда стоит, а ожидают татарского прихода под Переяслав, живут бережно затворяся, государевы Черкасские городы». Левобережные города «бьют челом» царю Алексею Михайловичу, чтоб «де у них были воеводы Московские люди».
Одновременно на Левобережье вспыхивает борьба за власть. Против наказного гетмана Якима Сомко выступает Запорожская Сечь во главе с Иваном Брюховецким, которого провозгласили «кошевым гетманом». Восставшие подозревали Сомко в предательстве как дядю Хмельницкого и тестя Тетери. Полковник Василий Шимон сообщал, что Хмельницкий отрёкся от власти, чтобы «государь поверил», а «де Екиму Самку обладав (гетманством), податца королю…».
В Нежине полковник Золотаренко созвал казацкую раду и провозгласил Сомко полноправным левобережным гетманом. Миргородский, Зинковский, Полтавский и Лубенской полки отказались ему подчиниться. На стороне Брюховецкого выступили епископ Мстиславский и Оршанский Мефодий и войсковой судья Юрий Григорьев. Брюховецкий заявил, что опасается за свою жизнь, так как «Сомко де великому государю не верен, в тот де час его на дороге побьет также, что и Выговский Барабаша».
Сомко говорил царскому посланнику Фёдору Лодыженскому, что виновником всей смуты является епископ Мефодий «и Брюховецкий по баламутству его называетца гетманом; а у них же в Запорогах от веку гетмана не бывало, а были атаманы, также как и на Дону…, а особного де кошевого гетмана в Запорогах николи не бывало, то же учинено вновь… А Брюховецкому де верить нельзя, что он полулях, был Ляхом да крестился; а в войске он не служил и казаком не бывал».
Царь Алексей Михайлович издал указ созвать весной раду и «обрать гетмана по… правилам и вольностям, всеми волными гласы», а Брюховецкому приказал удалиться на Запорожье. В результате напряжённой борьбы, грозившей открытой войной на Левобережье, на Чёрной раде близ Нежина Сомко проиграл, а левобережным гетманом был избран Иван Брюховецкий.
В ноябре 1663 года польский король Ян II Казимир и войска правобережного гетмана Павла Тетери со 113-тысячной армией напали на Левобережье. Князь Ромодановский и гетман Брюховецкий отступили к Путивлю.
Левобережные города без боя сдавались правобережным казакам. Их полковник Иван Богун оставлял в этих городах небольшие польские гарнизоны. В январе 1664 года армия польского короля безуспешно штурмует Глухов. В этот момент Левобережье восстало, польские гарнизоны были уничтожены.
Тем временем, крупное восстание началось на Правобережье. Восставшие старшины разгромили польские гарнизоны в Ставищах, Белой Церкви и других городах. 30 000 восставших казаков находились в тесном контакте с запорожским атаманом Иваном Серко, леовобережным гетманом Иваном Брюховецким, а также Русским царством. Серко писал царю Алексею Михайловичу: «Исполняя с Войском Запорожским службу вашему царскому пресветлому величеству, я, Иван Серко, месяца января 8 числа [1673], пошел на две реки, Буг и Днестр, где Божиею милостью и предстательством Пресвятой Богородицы и вашего великого государя счастьем, напав на турецкие селения выше Тягина города, побил много бусурман и великую добычу взял. Оборотясь же из-под турецкого города Тягина, пошел под черкасские города. Услыша же о моем, Ивана Серка, приходе, горожане сами начали сечь и рубить жидов и поляков, а все полки и посполитые, претерпевшие столько бед, неволю и мучения, начали сдаваться. Чрез нас, Ивана Серка, обращена вновь к вашему царскому величеству вся Малая Россия, города над Бугом и за Бугом, а именно: Брацлавский и Калницкий полки, Могилев, Рашков, Уманский повет (полк), до самого Днепра и Днестра; безвинные люди обещались своими душами держаться под крепкою рукою вашего царского пресветлого величества до тех пор, пока души их будут в телах».
Польская армия, преследуемая войсками князя Ромодановского и гетмана Брюховецкого, начала отступление с Левобережья. Кампания, обещавшая стать блистательной победой короля, превратилась в полный разгром. «Отступление это длилось две недели, и мы думали, что погибнем все. Сам король спасся с большим трудом. Наступил такой большой голод, что в течение двух дней я видел, как не было хлеба на столе у короля. Было потеряно 40 тысяч коней, вся кавалерия и весь обоз, и без преувеличения три четверти армии. В истории истекших веков нет ничего, что можно было бы сравнить с состоянием такого разгрома». Во время этого отступления по обвинению в измене королю был казнён полковник Иван Богун. Под Новгород-Северским от армии короля отделились войска Стефана Чарнецкого и гетмана Тетери, которые отправились на Правобережье для подавления восстания. Войска Брюховецкого вошли на Правобережье, где некоторое время удерживали Канев, Черкассы, Белую Церковь и даже подступили к столице правобережных гетманов — Чигирину, однако под натиском сил Тетери вынуждены были отступить.
Летом 1665 года предводитель правобережных повстанцев Василий Дрозд разбил Тетерю под Брацлавом, поэтому последний вынужден был отречься от гетманства. Захватив военную казну, государственный архив и гетманские клейноды, Тетеря выехал вглубь Речи Посполитой
В июне 1665 года один из лидеров восстания Степан Опара захватил с помощью татар Умань и в июне 1665 года провозгласил себя гетманом Правобережья. Опара пытался заключить договор с запорожским атаманом Иваном Серко и Василием Дроздом о совместной борьбе против Крымского ханства и Речи Посполитой. Но уже 18 августа 1665 года у Богуслава Опара был схвачен татарами и вместе с несколькими своими старшинами выдан полякам. После устранения Тетери Василий Дрозд также объявил о своих претензиях на гетманскую булаву, но был взят в плен и расстрелян.
10 октября 1665 года правобережная старшина избрала Петра Дорошенко временным, а в начале января 1666 года полноправным гетманом. Для того, чтобы избавиться от зависимости от старшины, Дорошенко создал личное войско «сердюков» численностью около 20 000 человек.

## Окончательный раздел Гетманщины

### Андрусовское перемирие
30 января (9 февраля) 1667 года Россия и Речь Посполитая подписали Андрусовское перемирие, которое предусматривало следующее:
- Речь Посполитая официально уступала России все земли Левобережья;
- России предоставлялось два года для вывода своего гарнизона из Киева и его передачи полякам. Впоследствии, однако, она сумела удержать его в результате «Вечного мира» 1686 года;
- Правобережье закреплялось за Речью Посполитой;
- Запорожье переходило под совместное русско-польское управление «на общую их службу от наступающих басурманских сил»;
- Стороны обязывались оказать казакам помощь в случае нападения на казацкие земли крымских татар;
- Также, стороны договорились о совместных военных действиях против Крымского ханства и Османской империи в случае их нападения на Запорожье.

## Причины
Историк Вячеслав Липинский пришел к выводу, что причинами Руины стало то, что для шляхты собственные классовые интересы были важнее независимости государства.